# Renato Sanches
Renato Júnior Luz Sanches (sinh ngày 18 tháng 8 năm 1997) là một cầu thủ bóng đá chuyên nghiệp người Bồ Đào Nha hiện đang thi đấu ở vị trí tiền vệ cho câu lạc bộ Primeira Liga Benfica theo dạng cho mượn từ câu lạc bộ Ligue 1 Paris Saint-Germain và đội tuyển bóng đá quốc gia Bồ Đào Nha.
Anh khởi đầu sự nghiệp tại Benfica, có trận ra mắt đội B vào tháng 10 năm 2014 và đội một vào tháng 10 năm 2015. Trong mùa bóng 2014-15, anh cùng Benfica có được cú đúp danh hiệu vô địch quốc nội Primeira Liga và Taça da Liga. Tháng 5 năm 2016, anh chuyển đến Đức thi đấu cho Bayern München với phí chuyển nhượng ban đầu là 35 triệu €.
Sanches có trận đấu đầu tiên cho đội tuyển Bồ Đào Nha vào tháng 3 năm 2016 và ba tháng sau đó anh được chọn tham dự Euro 2016. Tại giải đấu này, anh trở thành cầu thủ trẻ nhất ghi bàn ở một vòng đấu loại trực tiếp trong lịch sử các kỳ Euro, giúp đội tuyển Bồ Đào Nha vô địch Euro lần đầu tiên trong lịch sử và được UEFA chọn là Cầu thủ trẻ xuất sắc nhất giải. Cùng năm đó, anh giành danh hiệu Golden Boy (danh hiệu dành cho cầu thủ dưới 21 tuổi xuất sắc nhất năm).

## Sự nghiệp câu lạc bộ

### Benfica
Sanches gia nhập lò đào tạo bóng đá Águias da Musgueira khi anh 8 tuổi. Tháng 11 năm 2007, những tuyển trạch viên của Benfica đến xem Renato Sanches thi đấu và kết quả là Aguias de Musgueira nhận được 750 euro và 25 quả bóng để đổi lấy viêc Sanches sẽ đến chơi cho đội trẻ Benfica.
Sanches có trận đấu chuyên nghiệp đầu tiên trong mùa bóng 2014-15, tại đội B của Benfica ở giải hạng hai Bồ Đào Nha. Đó là trận đấu với Feirense vào ngày 5 tháng 10 năm 2014. Anh nhận đến hai thẻ đỏ trực tiếp trong 24 trận đấu cho Benfica B ở mùa bóng 2014-15.
Trong mùa giải 2015–16, anh được đôn lên đội hình một của Benfica để tham gia tập luyện trong giai đoạn đầu của mùa giải và vẫn tham gia thi đấu cho đội dự bị. Ngày 21 tháng 10 năm 2015, anh lập công trong chiến thắng 11-1 trước đội trẻ Galatasaray tại UEFA Youth League. Chín ngày sau đó, anh có trận ra mắt đội một Benfica khi thay tiền đạo Jonas ở phút 74, trong trận thắng Tondela 4-0.
Tháng 11 năm 2015, Benfica đã gia hạn hợp đồng với Sanches đến năm 2021, kèm theo điều khoản giải phóng hợp đồng lên đến 45 triệu euro. Ngày 25 tháng 11, anh có lần đầu tiên xuất hiện trong đội hình xuất phát của Benfica, thi đấu trọn vẹn 90 phút ở trận hòa 2–2 với Astana ở vòng bảng UEFA Champions League. Một tuần sau đó, Sanches có trận đấu đầu tiên được đá chính tại Giải bóng đá vô địch quốc gia Bồ Đào Nha gặp Braga. Vào ngày 4 tháng 12, anh có pha lập công đầu tiên trong sự nghiệp thi đấu chuyên nghiệp với một cú sút xa ở khoảng cách 30 mét trong chiến thắng 3-0 trước Académica. Bàn thắng này giúp anh trở thành cầu thủ Benfica trẻ nhất trong thế kỷ 21 ghi bàn tại sân nhà Ánh sáng. và sau đó được bầu chon là Bàn thắng đẹp nhất tháng.
Đến ngày 2 tháng 1, anh có được bàn thắng thứ hai cho Benfica, và cũng là bàn thắng duy nhất trong trận đấu với Vitória de Guimarães. Ngày 24 tháng 4, anh trở thành đối tượng phân biệt chủng tộc trong trận đấu với Rio Ave khi các cổ động viên đội bóng này giả tiếng khỉ kêu khi anh rời sân. Sanches đã phản ứng lại bằng cách làm giả động tác giống như khỉ. Ngày 8 tháng 5, Sanches bị truất quyền thi đấu sau khi nhận hai thẻ vàng trong trận gặp thắng Marítimo 2-0, do đó không thể tham gia trận đấu cuối cùng của Giải bóng đá vô địch quốc gia Bồ Đào Nha 2015-16, nơi mà Benfica đã đánh bại Nacional để có được danh hiệu vô địch lần thứ ba liên tiếp. Ngày 20 tháng 5, anh ra sân trong trận chung kết Cúp liên đoàn Bồ Đào Nha và Benfica đã thắng Marítimo 6–2 để có được cú đúp danh hiệu quốc nội.
Trong mùa giải 2015-16, anh đã có 34 lần ra sân cho Benfica.

### Bayern München

#### 2016-17
Vào ngày 10 tháng 5 năm 2016, Sanches ký hợp đồng có thời hạn năm năm với đội bóng Đức là Bayern München với giá 35 triệu € trong một thỏa thuận với tổng giá trị 80 triệu €, theo đó 45 triệu € tùy thuộc vào phong độ của Sanches. Với bản hợp đồng này Sanches trở thành cầu thủ Bồ Đào Nha có giá chuyển nhượng cao nhất khi rời giải đấu trong nước và là cầu thủ đầu tiên có quốc tịch Bồ Đào Nha trong câu lạc bộ Bayern München.
Ngày 9 tháng 9, anh có trận đấu chính thức đầu tiên cho "Hùm xám" trong cuộc đối đầu với Schalke 04 tại vòng hai Bundesliga nhưng bị thay ra ở phút 71 sau màn trình diễn không tốt. Ngày 24 tháng 10, Sanches trở thành cầu thủ Bồ Đào Nha đầu tiên giành giải cầu thủ dưới 21 tuổi xuất sắc nhất đang thi đấu tại Châu Âu (Golden Boy).
Kết thúc mùa giải đầu tiên tại Đức, Sanches giành chức vô địch Bundesliga 2016-17 cùng Bayern nhưng có một mùa giải không thành công với chỉ 25 lần ra sân (17 lần tại Bundesliga), riêng tại Bundesliga anh chỉ có bốn lần ra sân ngay từ đầu và thi đấu trọn 90 phút đúng một trận.
Ngày 5 tháng 8 năm 2017, Sanches vào sân ở những phút cuối hiệp 2 trận tranh Siêu cúp Đức 2017 với Borussia Dortmund, trận đấu mà Bayern giành chiến thắng sau loạt sút luân lưu.

#### Swansea City (mượn)
Ngày 31 tháng 8 năm 2017, Sanches gia nhập câu lạc bộ Swansea City tại Premier League theo thỏa thuận cho mượn một năm đến 30 tháng 6 năm 2018. Mười ngày sau đó, anh có trận đấu đầu tiên cho Swansea trong trận thua 0–1 trước Newcastle United, một trận đấu mà anh có nhiều đường chuyền hỏng.

#### 2018–19
Ngày 1 tháng 7 năm 2018, Sanches trở lại Bayern München và tân huấn luyện viên Niko Kovač hứa sẽ trao cho anh cơ hội thể hiện. Trong trận đầu tiên đá chính cho Bayern kể từ tháng 5 năm 2017, Sanches có bàn thắng đầu tiên cho đội bóng nước Đức trong chiến thắng 2-0 trước đội bóng cũ Benfica tại vòng bảng UEFA Champions League 2018-19. Ngày 19 tháng 12 năm 2018, anh bị truất quyền thi đấu sau khi nhận hai thẻ vàng trong trận đấu với RB Leipzig nhưng Bayern vẫn giành chiến thắng 1-0.
Ngày 18 tháng 5 năm 2019, Sanches ghi bàn thắng đầu tiên tại Bundesliga trong trận thắng 5-1 trước Eintracht Frankfurt tại lượt đấu cuối để có được danh hiệu vô địch Bundesliga thứ hai tại Bayern München. Trong mùa giải này, anh còn có được danh hiệu vô địch DFB-Pokal.

### Lille

#### Mùa giải 2019–20
Ngày 23 tháng 8 năm 2019, Sanches gia nhập câu lạc bộ của Pháp, Lille theo hợp đồng có thời hạn 4 năm trị giá 25 triệu euro, trở thành hợp đồng đắt giá nhất lịch sử Lille.

## Sự nghiệp đội tuyển quốc gia

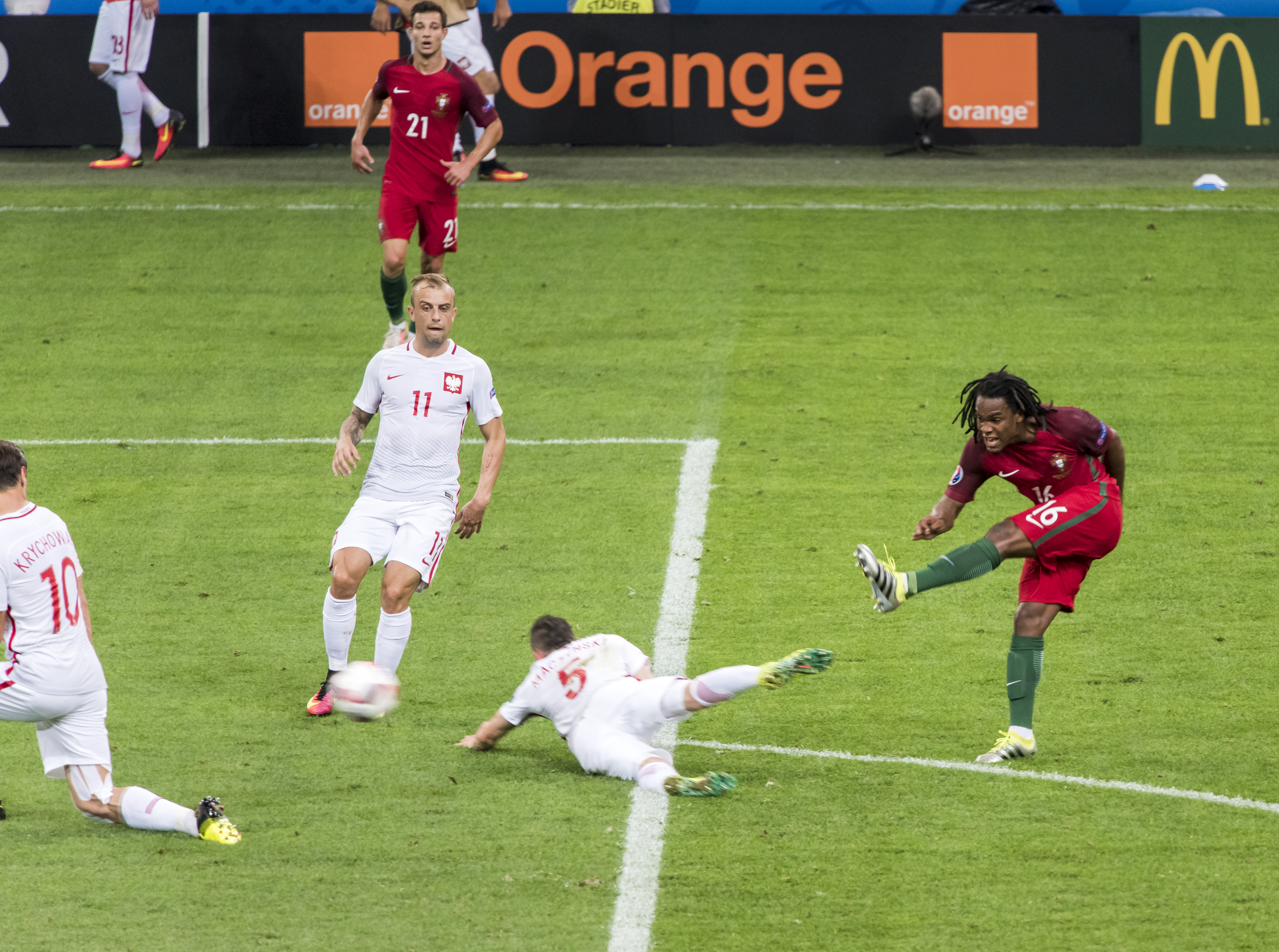
Sanches ghi bàn trong trận đấu với Ba Lan tại Euro 2016

Sanches từng là thành viên đội tuyển U-17 Bồ Đào Nha lọt vào đến bán kết Giải vô địch U-17 Châu Âu 2014 và thua U-17 Anh là đội vô địch sau đó.
Ngày 18 tháng 3 năm 2016, anh được huấn luyện viên Fernando Santos triệu tập vào đội tuyển Bồ Đào Nha tham gia hai trận giao hữu với Bulgaria và Bỉ. Anh có trận ra mắt đội tuyển Bồ Đào Nha vào ngày 25 tháng 3 năm 2015 khi vào sân từ ghế dự bị thay cho William Carvalho trong trận thua Bulgaria 1-0.

### Euro 2016
Tháng 5 năm 2016, Sanches được triệu tập tham dự Euro 2016 tại Pháp, giúp anh trở thành cầu thủ trẻ nhất lịch sử được đội tuyển Bồ Đào Nha triệu tập cho một giải đấu lớn, kỷ lục được Cristiano Ronaldo nắm giữ trong 12 năm. Ngày 14 tháng 6, trong trận đấu mở màn của Bồ Đào Nha tại giải đấu với Iceland, anh được vào sân thay cho João Moutinho ở phút thứ 71. Anh tiếp tục được vào sân từ ghế dự bị trong trận đấu cuối cùng của vòng bảng hòa Hungary 3-3.
Trong trận đấu vòng 1/16 với Croatia, Sanches vào sân từ băng ghế dự bị giúp Bồ Đào Nha tạo được thế trận tốt hơn nhờ sự cơ động và thể lực của mình. Anh cũng góp công lớn nhất trong tình huống phản công dẫn đến bàn thắng duy nhất của trận đấu của Ricardo Quaresma. UEFA sau đó đã chọn anh là Cầu thủ xuất sắc nhất trận đấu.
Ngày 30 tháng 6, Sanches có mặt trong đội hình xuất phát trận tứ kết với Ba Lan, và là cầu thủ Bồ Đào Nha trẻ nhất lịch sử đá chính tại một trận đấu ở giải đấu lớn. Ở phút thứ 33 của trận đấu, anh đã có cú sút xa gỡ hòa 1-1 cho Bồ Đào Nha. Bàn thắng này đưa anh trở thành cầu thủ trẻ nhất ghi bàn ở một vòng đấu loại trực tiếp trong lịch sử các kỳ Euro. Anh cũng đứng thứ ba trong danh sách những cầu thủ trẻ ghi bàn ở các vòng chung kết Euro, sau Johan Vonlanthen của Thụy Sĩ và Wayne Rooney của Anh. Trong loạt sút luân lưu, Sanches thực hiện thành công lượt sút, giúp Bồ Đào Nha giành chiến thắng 5-3 và giành quyền vào bán kết Euro 2016. Anh lần thứ hai liên tiếp được UEFA bình chọn là Cầu thủ xuất sắc nhất trận.
Với việc ra sân trong trận chung kết Euro 2016, Sanches cũng trở thành cầu thủ trẻ tuổi nhất góp mặt trong một trận chung kết EURO (kỷ lục cũ thuộc về Cristiano Ronaldo), góp công giúp đội tuyển Bồ Đào Nha giành chức vô địch Euro lần đầu tiên trong lịch sử. Anh được UEFA chọn là Cầu thủ trẻ xuất sắc nhất giải sau khi giải đấu kết thúc.
Sanches không được triệu tập tham dự Cúp Liên đoàn các châu lục 2017 tại Nga và anh cùng đội tuyển U-21 Bồ Đào Nha tham dự Giải vô địch bóng đá U-21 châu Âu 2017, giải đấu mà U-21 Bồ Đào Nha bị loại ngay từ vòng bảng.

## Thống kê sự nghiệp

### Câu lạc bộ
Tính đến 28 tháng 4 năm 2024
| Câu lạc bộ          | Mùa giải            | Vô địch quốc gia    | Vô địch quốc gia | Vô địch quốc gia | Cúp quốc gia1 | Cúp quốc gia1 | Cúp liên đoàn2 | Cúp liên đoàn2 | Cúp châu Âu3 | Cúp châu Âu3 | Khác4 | Khác4 | Tổng cộng | Tổng cộng |
| Câu lạc bộ          | Mùa giải            | Hạng đấu            | Trận             | Bàn              | Trận          | Bàn           | Trận           | Bàn            | Trận         | Bàn          | Trận  | Bàn   | Trận      | Bàn       |
| ------------------- | ------------------- | ------------------- | ---------------- | ---------------- | ------------- | ------------- | -------------- | -------------- | ------------ | ------------ | ----- | ----- | --------- | --------- |
| Benfica B           | 2014–15             | LigaPro             | 24               | 0                | —             | —             | —              | —              | —            | —            | —     | —     | 24        | 0         |
| Benfica B           | 2015–16             | LigaPro             | 10               | 3                | —             | —             | —              | —              | —            | —            | —     | —     | 10        | 3         |
| Benfica B           | Tổng cộng           | Tổng cộng           | 34               | 3                | —             | —             | —              | —              | —            | —            | —     | —     | 34        | 3         |
| Benfica             | 2015–16             | Primeira Liga       | 24               | 2                | 0             | 0             | 5              | 0              | 6            | 0            | 0     | 0     | 35        | 2         |
| Bayern Munich       | 2016–17             | Bundesliga          | 17               | 0                | 2             | 0             | —              | —              | 6            | 0            | 0     | 0     | 25        | 0         |
| Bayern Munich       | 2017–18             | Bundesliga          | 0                | 0                | 0             | 0             | —              | —              | —            | —            | 1     | 0     | 1         | 0         |
| Bayern Munich       | 2018–19             | Bundesliga          | 17               | 1                | 1             | 0             | —              | —              | 6            | 1            | 0     | 0     | 24        | 2         |
| Bayern Munich       | 2019–20             | Bundesliga          | 1                | 0                | 1             | 0             | —              | —              | 0            | 0            | 1     | 0     | 3         | 0         |
| Bayern Munich       | Tổng cộng           | Tổng cộng           | 25               | 0                | 3             | 0             | —              | —              | 8            | 1            | 1     | 0     | 37        | 1         |
| Swansea City (mượn) | 2017–18             | Premier League      | 12               | 0                | 2             | 0             | 1              | 0              | —            | —            | —     | —     | 15        | 0         |
| Lille               | 2019–20             | Ligue 1             | 19               | 3                | 3             | 0             | 3              | 1              | 5            | 0            | —     | —     | 30        | 4         |
| Lille               | 2020–21             | Ligue 1             | 23               | 1                | 2             | 0             | —              | —              | 4            | 0            | 29    | 1     |           |           |
| Lille               | 2021–22             | Ligue 1             | 25               | 2                | 2             | 0             | —              | —              | 5            | 0            | 0     | 0     | 32        | 2         |
| Lille               | Tổng cộng           | Tổng cộng           | 67               | 6                | 7             | 0             | 3              | 1              | 14           | 0            | 0     | 0     | 91        | 7         |
| Paris Saint-Germain | 2022–23             | Ligue 1             | 23               | 2                | 1             | 0             | —              | —              | 3            | 0            | —     | —     | 27        | 2         |
| Roma (mượn)         | 2023–24             | Serie A             | 7                | 1                | 0             | 0             | —              | —              | 5            | 0            | —     | —     | 12        | 1         |
| Tổng cộng sự nghiệp | Tổng cộng sự nghiệp | Tổng cộng sự nghiệp | 202              | 15               | 14            | 0             | 11             | 1              | 38           | 1            | 2     | 0     | 267       | 17        |

Ghi chú
1. 1 2 3 4 5 6  Số lần ra sân tại UEFA Champions League
2. ↑  Ra sân ở DFL-Supercup
3. 1 2  Số lần ra sân tại UEFA Europa League

### Đội tuyển quốc gia
Tính đến ngày 14 tháng 11 năm 2021.
| Đội tuyển quốc gia | Năm       | Ra sân | Bàn thắng |
| ------------------ | --------- | ------ | --------- |
| Bồ Đào Nha         | 2016      | 12     | 1         |
| Bồ Đào Nha         | 2017      | 1      | 0         |
| Bồ Đào Nha         | 2018      | 5      | 0         |
| Bồ Đào Nha         | 2020      | 4      | 1         |
| Bồ Đào Nha         | 2021      | 10     | 1         |
| Tổng cộng          | Tổng cộng | 32     | 3         |

### Bàn thắng cho đội tuyển quốc gia
| # | Ngày                 | Địa điểm                                  | Đối thủ | Bàn thắng | Kết quả | Giải đấu                 |
| - | -------------------- | ----------------------------------------- | ------- | --------- | ------- | ------------------------ |
| 1 | 30 tháng 6 năm 2016  | Sân vận động Vélodrome, Marseille, Pháp   | Ba Lan  | 1–1       | 1–1     | Euro 2016                |
| 2 | 11 tháng 11 năm 2020 | Sân vận động Ánh sáng, Lisbon, Bồ Đào Nha | Andorra | 4–0       | 7–0     | Giao hữu                 |
| 3 | 14 tháng 11 năm 2021 | Sân vận động Ánh sáng, Lisbon, Bồ Đào Nha | Serbia  | 1–0       | 1–2     | Vòng loại World Cup 2022 |

## Danh hiệu

### Câu lạc bộ
Benfica
- Primeira Liga: 2015–16[14]
- Taça da Liga: 2015–16

Bayern München
- Bundesliga (2): 2016–17, 2018–19
- DFL-Supercup: 2017
- DFB-Pokal: 2018–19

Lille
- Ligue 1: 2020–21
- Trophée des Champions: 2021

#### Paris Saint Germain
- Ligue 1: 2022–23

### Quốc tế
- UEFA Euro: 2016

### Cá nhân
- Cầu thủ trẻ xuất sắc nhất UEFA Euro 2016.
- Cầu thủ trẻ xuất sắc nhất tháng của Giải vô địch quốc gia Bồ Đào Nha: tháng 12 năm 2015[48]
- Cầu thủ xuất sắc nhất trận Bồ Đào Nha - Croatia tại Giải vô địch bóng đá châu Âu 2016 ngày 26 tháng 6 năm 2016.
- Cầu thủ xuất sắc nhất trận Bồ Đào Nha - Ba Lan tại Giải vô địch bóng đá châu Âu 2016 ngày 1 tháng 7 năm 2016.
- Golden Boy : 2016

## Cuộc sống cá nhân
Sanches sinh ra tại Lisbon trong một gia đình có cha đến từ São Tomé và Príncipe và mẹ đến từ Cabo Verde.a, tại một khu phố nghèo mang tên Musgueira. Cha mẹ anh ly dị ngay sau khi anh sinh ra, sau đó cha của anh di cư sang Pháp và chỉ đăng ký khai sinh cho con trai khi trở lại Bồ Đào Nha vào năm 2002. Giấy khai sinh của Sanches công bố ngày sinh của anh là 18 tháng 8 năm 1997, phù hợp với giấy chứng sinh do bệnh viện Hospital de Amadora-Sintra nơi anh ra đời cung cấp.
Việc đăng ký khai sinh trễ dẫn đến tranh cãi về tuổi thật của Sanches. Tháng 3 năm 2016, cựu chủ tịch câu lạc bộ Sporting Lisbon Bruno de Carvalho cáo buộc Sanches gian lận tuổi. Huấn luyện viên người Pháp Guy Roux cũng đưa ra cáo buộc tương tự.